# Marko Tomas
Marko Tomas (* 3. Januar 1985 in Koprivnica, SR Kroatien) ist ein kroatischer Basketballspieler. Er spielt zumeist auf der Position des Shooting Guards, kann aber auch als Small Forward eingesetzt werden.

## Laufbahn
Der 2,01 Meter große Marko Tomas begann seine Laufbahn in seiner Heimatstadt, in der Jugend von KK Radnik - Križevci, und wechselte früh in die Landeshauptstadt zu KK Zagreb. 2001, mit nur 16 Jahren, debütierte er im ersten Kader. Aufmerksam auf ihn wurde man schließlich in der Saison 2004/05, als er in der Adriatischen Liga durchschnittlich 19,6 Punkte, 4,4 Rebounds und 2,4 Assists pro Spiel erreichte. Im Sommer 2005 verpflichtete ihn das damals von Božidar Maljković trainierte Real Madrid, wo er zwar als defensivstarker Spieler bestach, doch offensiv nicht an seine Leistungen in Kroatien anknüpfen konnte. Seine ersten Titel feierte er in der Saison 2006/07, als er mit den Spaniern den ULEB Cup und die Meisterschaft gewann. Um den jungen Kroaten mehr Spielpraxis zu geben, entschloss sich Real Madrid 2007, ihn für ein Jahr an den spanischen Erstligisten Alta Gestion Fuenlabrada auszuleihen. Aufgrund seiner guten Leistungen kehrte er danach zu den Hauptstädtern zurück. Im Sommer 2009 wechselte Tomas zurück in seine Heimat, zu Cibona Zagreb. Im Sommer 2010 wechselte er zum Traditionsclub Fenerbahce Ülker und unterschrieb für zwei Jahre. Im Sommer 2012 wechselte er zu Cedevita Zagreb.

### Nationalmannschaft
Nachdem er bereits in diversen Jugendauswahlmannschaften Kroatiens gespielt und mit der U18-Auswahl die Europameisterschaft 2002 gewonnen hatte, nahem der mit der kroatischen Herren-Nationalmannschaft nahm er an der Basketball-Europameisterschaft 2005 und 2007 teil, den Olympischen Spielen 2008, der WM 2010 sowie der EM-Endrunde 2011 teil.

## Erfolge

### Verein
- 2007: ULEB Cup
- 2007: Spanische Meisterschaft
- 2011: Türkischer Pokalsieger
- 2011: Türkischer Meister

### Nationalmannschaft
- 2002: U18 Europameister